# Напредак (Крушевац)
Футболен клуб Напредак Крушевац (Serbian Cyrillic: Фудбалски клуб Hапредак Крушевац), е сръбски футболен отбор от град Крушевац. Домакинските си срещи играе на Младост с капацитет 10 331 места.
Основан на 8 декември 1946 след сливането на „Закич“ и „Баджа“.
В първия си официален мач през 1947 година срещу „Вардар“ (Скапоие) завършват 1:1.

## Успехи
Югославия: (1945-1991)
- Втора лига на ФНР/СФР Югославия:
  -  Победител (4): 1957/58 (IV зона), 1975/76 (група изток), 1977/78 (група изток), 1987/88 (група изток)

 СР Югославия: (1992-2003)
- Втора лига на СР Югославия:
  -  Победител (1):1999/2000

- Купа на СР Югославия:
  - 1/2 финалист (1): 1999/2000

 Сърбия и Черна гора: (2003-2006)
- Втора лига на Сърбия и Черна гора:
  -  Победител (1): 2002/03

 Сърбия: (от 2006)
- Сръбска суперлига
  - 5-о място (1): 2007/08

- Първа лига на Сърбия по футбол:
  -  Победител (2): 2012/13, 2015/16

- Купа на Сърбия:
  - 1/4 финалист (3): 2008/09, 2017/18, 2018/19

## В европейските клубни турнири
| Сезон   | Турнир       | Кръг         | Държава | Отбор            | Домакин | Гост |
| ------- | ------------ | ------------ | ------- | ---------------- | ------- | ---- |
| 1980/81 | Купа на УЕФА | 1. кръг      |         | Динамо (Дрезден) | 0:1     | 0:1  |
| 2000/01 | Купа на УЕФА | квалификация |         | Вилянди Тулевик  | 5:1     | 1:1  |
|         |              | 1. кръг      |         | ОФИ Крит         | 0:0     | 0:6  |